# Basil Davidson
Pour les articles homonymes, voir Davidson.
Basil Davidson, né le 9 novembre 1914 à Bristol en Angleterre; mort le 9 juillet 2010 est un journaliste, sociologue et historien britannique.

## Biographie
Basil Davidson est l'auteur du livre Old Africa Rediscovered. The Story of Africa's forgotten Past en 1959 sorti en France en 1962 sous le titre L'Afrique avant les Blancs : découverte du passé oublié de l'Afrique. Il est l'un des rares blancs à critiquer dans les années 1960 la colonisation de l'Afrique du Sud.
Responsable des services secrets britanniques détaché auprès des partisans de Tito durant la seconde guerre mondiale, il utilisa cette expérience dans l'analyse des mouvements de libération africain, notamment en Guinée-Bissau et en Angola.

## Œuvres
- Old Africa Rediscovered, L'Afrique avant les Blancs, 1962 (PUF)[1]
- Report on Southern Africa
- The African Awakening, Le Réveil de l'Afrique, 1957 (Présence Africaine)
- Daybreak in China
- Turkestan alive : New travels in Chinese Central Asia, Turkestan vivant, 1959
- Germany : What now ? From Potsdam to partition
- Partisan picture : Jugoslavia 1943-44, Prélude à la paix, les partisans en yougoslavie, 1947
- Highway forty (roman)
- Golden Horn (roman)
- The rapids (roman)
- Lindy (roman)
- Ghana
- In the eye of the storm. Angola’s people. Doubleday, Garden City, New York 1972.
- Les Africains, 1971 (Seuil)
- African Civilization Revisited
- La révolution en Afrique : la libération de la Guinée portugaise, traduit de l'anglais par Brigitte Simon-Hamidi
- The African Genius

## L'Afrique avant les Blancs
L'Afrique avant les Blancs : découverte du passé oublié de l'Afrique, traduit de l'anglais par Pierre Vidaud, préface de Hubert Deschamps, Presses universitaires de France, 1962
- Préface
- Introduction
- Chap. I : Le Peuplement de l'Afrique Ancienne
- Chap. II : Le Mystère de Méroré
- Chap. III :  Royaumes du Soudan ancien
- Chap. IV :  Entre Niger et Congo
- Chap. V :  Vers le Sud
- Chap. VI :  Trafiquants de l'océan Indien
- Chap  VII :  Belles villes de pierres
- Chap. VIII : Après Axoum
- Chap. IX :  Les bâtisseurs du Sud
- Chap. X :  La réalité derrière les ruines
- Chap. XI :  Décadence et chute
- Chap. XII : L'histoire recommence